# Хегел (место)
Хегел (њем. Högel) општина је у њемачкој савезној држави Шлезвиг-Холштајн. Једно је од 132 општинска средишта округа Нордфризланд. Према процјени из 2010. у општини је живјело 446 становника. Посједује регионалну шифру (AGS) 1054045.

## Географски и демографски подаци
Хегел се налази у савезној држави Шлезвиг-Холштајн у округу Нордфризланд. Општина се налази на надморској висини од 9 метара. Површина општине износи 16,3 km². У самом мјесту је, према процјени из 2010. године, живјело 446 становника. Просјечна густина становништва износи 27 становника/km².